# ナショナル・ボード・オブ・レビュー賞 (2021年)
93rd NBR Awards
作品賞: 
リコリス・ピザ
第93回ナショナル・ボード・オブ・レビュー賞は2021年の映画を対象とした賞であり、2021年12月2日に受賞者が発表された。

## 受賞一覧

### 作品賞
- 『リコリス・ピザ』

### 作品賞トップ10
※原題のアルファベット順
- 『ベルファスト』
- 『ドント・ルック・アップ』
- 『DUNE/デューン 砂の惑星』
- 『ドリームプラン』
- 『最後の決闘裁判』
- 『ナイトメア・アリー』
- 『Red Rocket』
- 『マクベス』
- 『ウエスト・サイド・ストーリー』

### 外国語映画賞
- 『英雄の証明』 イラン

### 外国語映画トップ5
※英題のアルファベット順
- 『ベネデッタ』 オランダ、 フランス、 ベルギー
- 『LAMB/ラム』 アイスランド、 ポーランド、 スウェーデン
- 『Lingui, les liens sacrés』 フランス、 ベルギー、 ドイツ、 チャド
- 『TITANE/チタン』 フランス
- 『わたしは最悪。』 ノルウェー

### ドキュメンタリー映画賞
- 『サマー・オブ・ソウル（あるいは、革命がテレビ放映されなかった時）』

### ドキュメンタリー映画トップ5
※原題のアルファベット順
- 『Ascension』
- 『Attica』
- 『FLEE フリー』
- 『THE RESCUE 奇跡を起こした者たち』
- 『Roadrunner: A Film About Anthony Bourdain』

### インディペンデント映画トップ10
※原題のアルファベット順
- 『カード・カウンター』
- 『カモン カモン』
- 『コーダ あいのうた』
- 『グリーン・ナイト』
- 『Holler』
- 『ジョッキー』
- 『Old Henry』
- 『PIG/ピッグ』
- 『Shiva Baby』
- 『The Souvenir Part II』

### 監督賞
- ポール・トーマス・アンダーソン - 『リコリス・ピザ』

### 主演男優賞
- ウィル・スミス - 『ドリームプラン』

### 主演女優賞
- レイチェル・ゼグラー - 『ウエスト・サイド・ストーリー』

### 助演男優賞
- キアラン・ハインズ - 『ベルファスト』

### 助演女優賞
- アーンジャニュー・エリス - 『ドリームプラン』

### オリジナル脚本賞
- アスガル・ファルハーディー - 『قهرمان』

### 脚色賞
- ジョエル・コーエン - 『マクベス』

### アニメーション映画賞
- 『ミラベルと魔法だらけの家』

### ブレイクスルー演技賞
- アラナ・ハイム、クーパー・ホフマン - 『リコリス・ピザ』

### 新人監督賞
- マイケル・サルノスキ - 『PIG/ピッグ』

### アンサンブル演技賞
- 『ザ・ハーダー・ゼイ・フォール: 報復の荒野』

### 表現の自由賞
- 『FLEE フリー』

### 撮影功績賞
- ブリュノ・デルボネル - 『マクベス』